# Anania aureomarginalis
Anania aureomarginalis là một loài bướm đêm trong họ Crambidae.